# Iresioides peyrierasi
Iresioides peyrierasi är en skalbaggsart som beskrevs av Stefan von Breuning och Jean François Villiers 1968. Iresioides peyrierasi ingår i släktet Iresioides och familjen långhorningar.
Artens utbredningsområde är Madagaskar. Inga underarter finns listade i Catalogue of Life.